# Lenguas huarpes
Lenguas huarpes es el nombre dado al conjunto de al menos dos lenguas extinguidas habladas por las diversas etnias huarpes, que poblaban lo que hoy es la Región del Nuevo Cuyo en la República Argentina. La documentación existente sobre estas lenguas es reducida y en gran parte se remonta a la recogida en el siglo XVI por Luis de Valdivia (1560-1642).

## Clasificación
Las lenguas huarpes, allentiac y millcayac, no han podido ser relacionadas de manera concluyente con otras lenguas del subcontinente sudamericano. Por lo que se considera que constituyen una familia aislada.
Para Luis de Valdivia había relación entre el millcayac y el "puelche". Sin embargo, "puelche" es un término de origen mapuche que significa "oriental" y ha aludido a grupos muy diferentes a lo largo de los siglos. Lo que hoy se conoce como idioma puelche es una lengua aislada, aunque existen indicios de su posible relación con las lenguas chon del sur de la Patagonia.
El lingüista estadounidense Joseph Greenberg (1915-2001) situó a las lenguas huarpes en el grupo D del tronco ye-pano-caribe en 1956. Posteriormente, en su obra Languages in the Americas (1987), lo incluyó dentro del grupo paezano de las lenguas chibcha-paezanas, que reúne elementos heterogéneos. Sin embargo, el método usado por Greenberg y sus resultados han sido impugnados por diversos autores y tanto su macrofamilia amerindia, propuesta en 1987, como las relaciones internas entre sus miembros no gozan de crédito entre los especialistas.
Morris Swadesh (1909-1967), en tanto, situó a las lenguas huarpes dentro del grupo macro quechua, junto con muchos otros idiomas del área andina. Loukotka (1968) consideró que el idioma de los comechingones sería afín al allentiac y millcayac, pero solamente se tienen una cuantas palabras de él, insuficientes para confirmar el parentesco.

## Descripción lingüística

### Fonología
Luis de Valdivia (1560-1642) usó los mismos grafemas tanto para el allentiac como para el millcayac, sin proporcionar información sobre la pronunciación. Sin embargo, en la mayoría de los casos los grafos o grupos gráficos parecen representar en ambas hablas fonos consonánticos similares a los del español: <c, ch, g, gu(+V), h, hu(+V), l, ll, m, n, ñ, p, q, qu, r, s, t, v, x, y (+V), z, zh>.
A partir de la distribución de esto fonemas y las interpretaciones probables de los mismos Viegas Barros (2007) reconstruye el siguiente inventario probable de consonantes para las lenguas huarpes:
|                         |           | Labial | Alveolar | Palatal | Velar | Glotal |
| ----------------------- | --------- | ------ | -------- | ------- | ----- | ------ |
| Obstruyente no continua | nasal     | m      | n        | ɲ       | ŋ     |        |
| Obstruyente no continua | oclusiva  | p      | t        |         | k     |        |
| Obstruyente no continua | africada  |        | ʦ        | ʧ       |       |        |
| Fricativa               | Fricativa |        | s        | ʃ       |       | h      |
| Sonante                 | semivocal | w      |          | j       | (ɰ)   |        |
| Sonante                 | Lateral   |        | l        | ʎ       |       |        |
| Sonante                 | Vibrante  |        | r        |         |       |        |

### Comparación
Las diferencias entre las dos lenguas conocidas, el allentiac y el millcayac, son esencialmente léxicas y estilísticas. Las doctrinas cristianas de Luis de Valdivia proporcionan algunos ejemplos de la misma oración en ambas lenguas:
(Allentiac) Axe pu anectayag mañta pestaman huestapia?
mujer 3ªOBJ fornicar bebida 2ªSUJ.dar emborrachar-para
(Millcayac)  Axey ye eyempia pue naguayguiye?
mujer-POS fornicar-para 3ªOBJ emborrachar
De acuerdo con Valdivia, la traducción correspondiente a ambas frases es ‘¿Has emborrachado a una mujer para fornicar con ella?’. Se reconoce el elemento común -pia (que indica finalidad), la forma léxica axe- (‘mujer’), así como el clítico de tercera persona pu- (‘objeto’).